# Mühldorf bei Feldbach
Mühldorf bei Feldbach is een plaats en voormalige gemeente in de Oostenrijkse deelstaat Stiermarken. Het is sinds 2015 een ortsteil van de gemeente Feldbach, die deel uitmaakt van het district Südoststeiermark.
De gemeente Mühldorf bei Feldbach telde in 2013 3125 inwoners en behoorde tot 2013 tot het district Feldbach. In 2015 ging ze bij een herindeling, samen met Auersbach, Gniebing-Weißenbach, Gossendorf, Leitersdorf i. Raabtal en Raabau, op in de stadsgemeente Feldbach. 
Bad Gleichenberg · Bad Radkersburg · Deutsch Goritz · Edelsbach bei Feldbach · Eichkögl · Fehring · Feldbach · Gnas · Halbenrain · Jagerberg · Kapfenstein · Kirchbach-Zerlach · Kirchberg an der Raab · Klöch · Mettersdorf am Saßbach · Mureck · Paldau · Pirching am Traubenberg · Riegersburg · Sankt Anna am Aigen · Sankt Peter am Ottersbach · Sankt Stefan im Rosental · Straden · Tieschen · Unterlamm
- Gemeinsame Normdatei: 4237595-2
- Virtual International Authority File: 247269684